# Stanley B. Prusiner
Stanley Ben Prusiner (rođen 28. svibnja 1942., Des Moines) je američki neurolog i biokemičar koji je 1997.g. dobio Nobelovu nagradu za fiziologiju ili medicinu za otkriće priona novog biološkog principa infekcije.

## Vanjske poveznice
- Nobelova nagrada - autobiografija (engl.)